# Red Callender
Pour les articles homonymes, voir Callender.
George Sylvester « Red » Callender est un contrebassiste et tubiste américain né le 6 mars 1918 à Richmond (Virginie, États-Unis). Il est mort le 8 mars 1992 à Saugus (Californie, États-Unis).
À l'Industrial School de Bordentown (New Jersey, États-Unis), il étudie le cor, la trompette, le tuba, ainsi que la contrebasse. En 1933, il fait ses débuts à Atlantic City. En 1937, il joue dans l'orchestre de Louis Armstrong et l'année suivante avec George « Happy Trombone » Johnson. Il joue également avec Nat King Cole et Lester Young en 1942, ainsi que dans le groupe Spirits of Rhythm. En 1944, il tourne dans Jammin' the Blues de Gjon Mili, puis continue dans le cinéma avec un rôle dans « New Orleans ».
Il joue avec Erroll Garner en 1947, puis chez Johnny Otis, et finit par constituer sa propre formation rejoint par Charles Mingus en 1948. Il joue ensuite dans l'orchestre de Jerry Fielding pendant deux ans puis oriente sa carrière vers la télévision et le cinéma, tout en continuant d'accompagner des artistes de variétés comme Danny Kaye ou Sammy Davis, et en faisant quelques apparitions dans des concerts, avec Charles Mingus, ou encore James Newton avec lequel il est venu en Europe en 1981.
En 1985, il publie son autobiographie, écrite en collaboration avec Elaine Cohen, et intitulée Unfinished dream, The musical world of Red Callender, mine d'anecdotes pittoresques sur la vie du jazz.
Il a participé à plusieurs films soit en tant qu'acteur soit en participant à leur bande sonore.
Il est l'exemple type du « requin de studio », musicien se livrant à l'activité fort lucrative d'accompagnateur de tout leader, quelle que soit son obédience stylistique, de Louis Armstrong à Shorty Rogers et Charlie Mingus et même James Newton, sans omettre Dizzy Gillespie, Lester Young, Benny Carter, Dexter Gordon, Benny Goodman, Art Pepper (The Artistry Of Pepper (1957)) et cent autres ! Il a également accompagné de multiples chanteuses.
C'est que son swing souple et solide, sa sonorité ronde, sa versatilité, sa technique sans faille et son humour l'ont fait apprécier par maint musicien et par le public.

## Discographie

### En tant que leader
Il a enregistré de nombreux disques 78 tours, mais peu ont été réédités, et quelques 33 tours vinyle :
- 1957 : Red Callender speaks low (Crown)
- 1956 : Swingin' suite (Modern)
- 1958 : The lowest (Metrojazz)
- 1973 : Basin Street brass (Legend)
- 1984 : Night mist blues (Hemisphere)

### En tant que sideman
- 1959 : Sweet Talk de Kitty White (Roulette R 52020)